# Mount Bolt
Mount Bolt är ett berg i Antarktis. Det ligger i Östantarktis. Nya Zeeland gör anspråk på området. Toppen på Mount Bolt är 2 010 meter över havet.
Terrängen runt Mount Bolt är kuperad åt nordost, men åt sydväst är den bergig. Mount Bolt är den högsta punkten i trakten. Trakten är obefolkad. Det finns inga samhällen i närheten.